# Kursächsischer Viertelmeilenstein Zwönitz

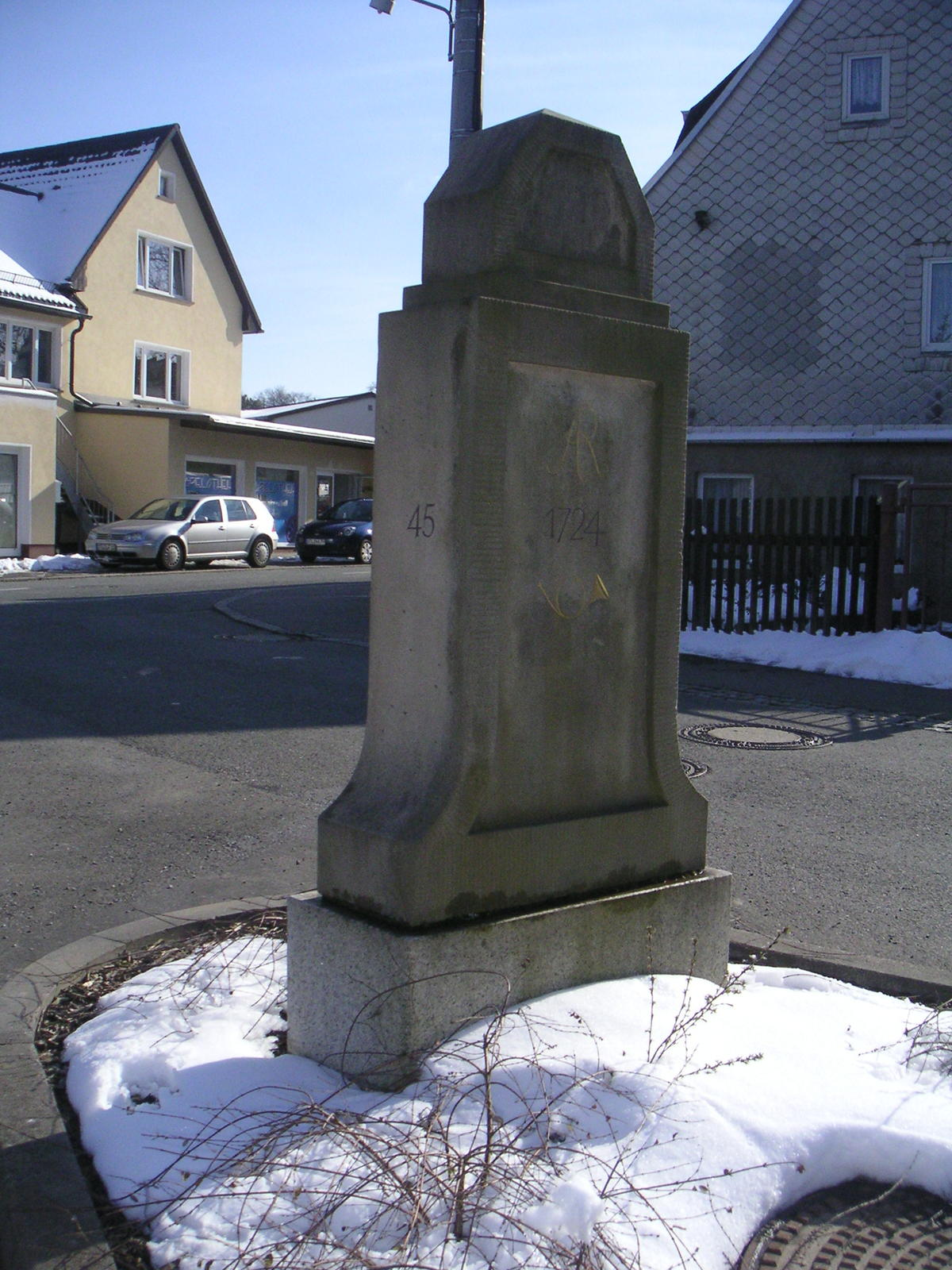
Nachbildung eines Viertelmeilensteines in Zwönitz

Der kursächsische Viertelmeilenstein Zwönitz gehört zu den Postmeilensäulen, die im Auftrag des Kurfürsten Friedrich August I. von Sachsen durch den Land- und Grenzkommissar Adam Friedrich Zürner in der ersten Hälfte des 18. Jahrhunderts im Kurfürstentum Sachsen errichtet worden sind. Er befindet sich an der alten Poststraße von Chemnitz nach Schwarzenberg/Erzgeb., die heutige Verbindungsstraße nach Dorfchemnitz in der westerzgebirgischen Kleinstadt Zwönitz im Erzgebirgskreis. 

## Geschichte
Bei diesem Viertelmeilenstein handelt es sich um die Nachempfindung des ursprünglich unweit dieser Stelle gestandenen Postmeilensteines aus dem Jahr 1724 mit der Reihennummer 45 der damaligen Poststraße von Chemnitz nach Schwarzenberg. Der Stein wurde Ende der 1990er Jahre im Auftrag der Stadt Zwönitz zusammen mit zwei weiteren Kopien, einer kursächsischen Ganz- und Halbmeilensäule, aufgestellt und im Gegensatz zum Original, das aus Greifensteiner Granit bestand, aus Elbsandstein mit einem Sockel aus Lausitzer Granit gefertigt.
Koordinaten: 50° 37′ 47,5″ N, 12° 48′ 46,2″ O